# Franziska Koch
Pour les articles homonymes, voir Koch.
Franziska Koch née le 13 juillet 2000, à Mettmann, est une coureuse cycliste allemande. Elle participe à des compétitions sur route et sur piste.

## Biographie

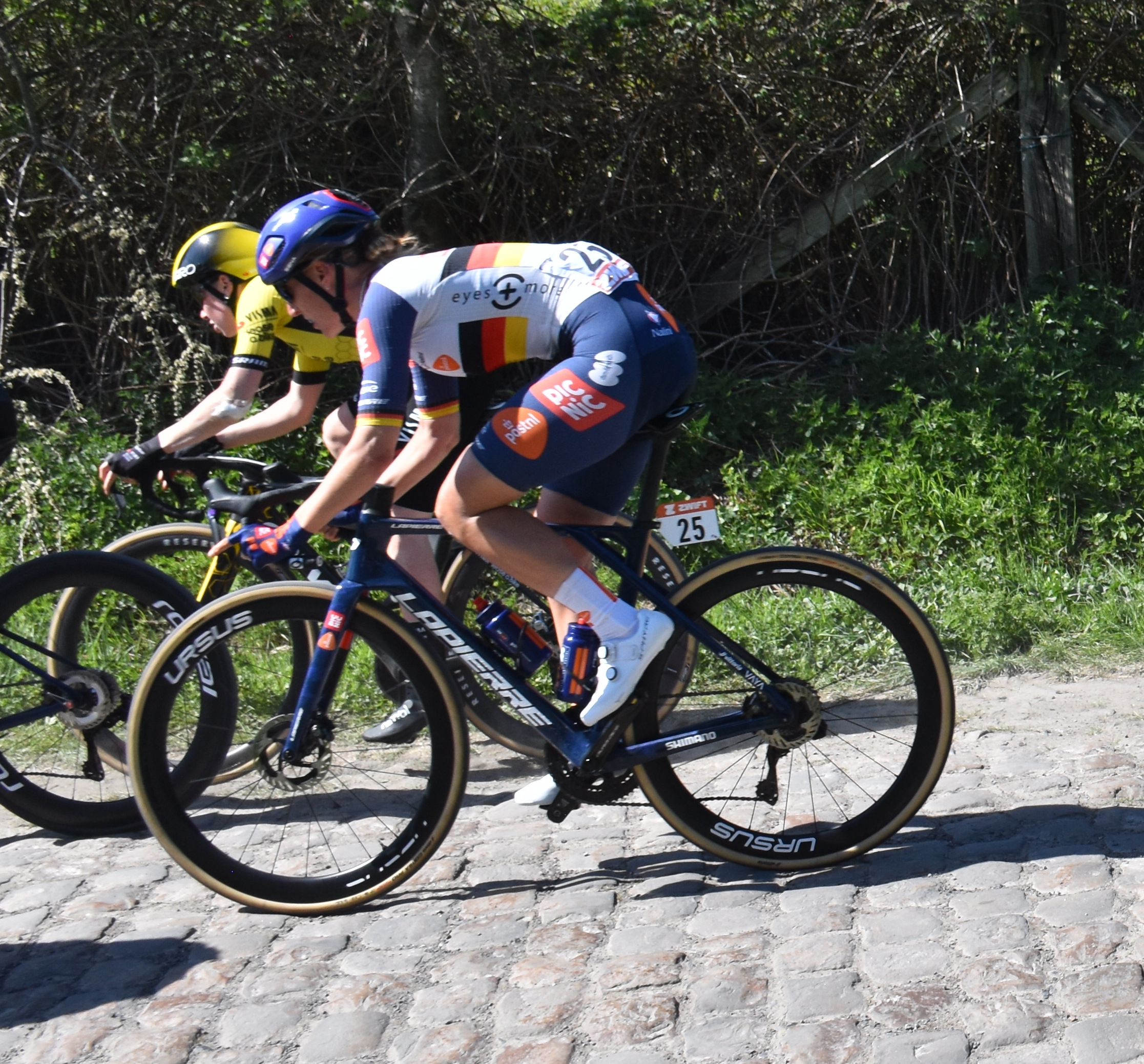
Franziska Koch lors du Paris-Roubaix 2025.

Franziska Koch vient d'une famille de cyclistes. Son grand-père et ses deux frères sont des cyclistes des années 1960. Le frère de Franziska est Michel Koch (né en 1991), également coureur professionnel jusqu'en 2016. Leur mère est Petra Stegherr, une cycliste allemande des années 1980. 
Franziska Koch est une coureuse polyvalente. En 2016, sur piste, elle devient vice-championne d'Allemagne d'omnium chez les juniors (moins de 19 ans). Aux championnats d'Allemagne sur piste juniors de 2017, elle monte trois fois sur le podium dans diverses disciplines et remporte le titre sur l'omnium. La même année, toujours chez les juniors, elle devient championne d'Allemagne de VTT cross-country et se classe troisième du championnat d'Allemagne sur route. Aux mondiaux sur route de 2017 à Bergen, en Norvège, elle termine 25e de la course en ligne des juniors.
En 2019, à 18 ans, elle participe au Festival Elsy Jacobs, avec son club amateur Mexx-Watersley International WCT. Lors du début de la première étape, elle sort avec Marta Lach et Elizabeth Banks pour revenir sur les échappées. Elle est troisième de l'étape. Elle est finalement quatrième et meilleure jeune de la course. Elle est ensuite deuxième de la Volta Limburg Classic et quatrième du championnat d'Allemagne. En août 2019, elle intègre en cours de saison la formation Sunweb. Lors de la quatrième étape du Boels Ladies Tour, à mi-course, le vent de côté provoque la formation d'un groupe d'une vingtaine de coureuses en tête. De ce groupe sortent trois coureuses dont Fanziska Koch. Cette dernière s'impose au sprint.

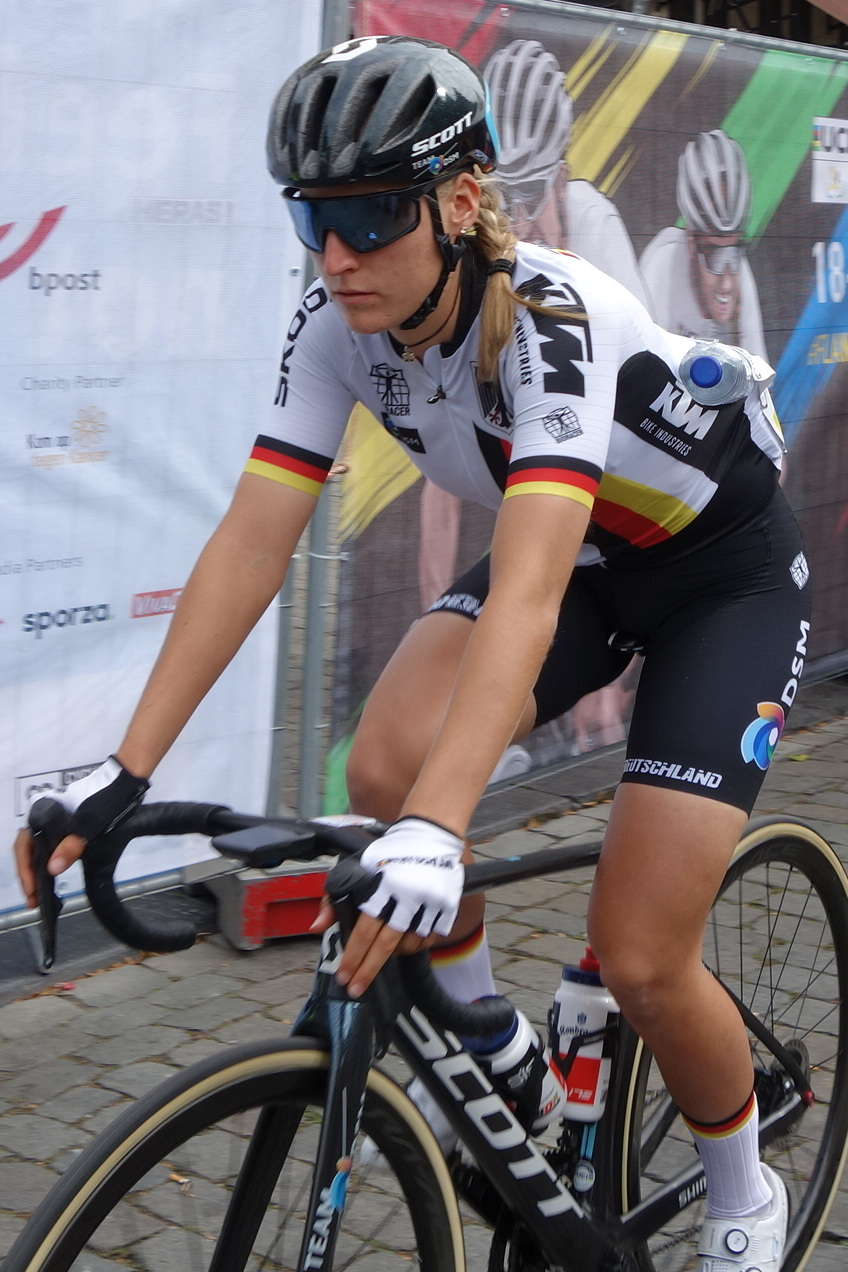
Au départ des championnats du monde de 2021

Lors des championnats d'Europe sur route espoirs de 2020, elle est médaillée d'argent du contre-la-montre et quatrième de la course en ligne. Le 2 octobre 2021, lors du premier Paris-Roubaix féminin de l'histoire, Franziska Koch reste avec les meilleures et prend la septième place. Au Tour de Drenthe, peu avant la première ascension du VAM, Franziska Koch rejoint les deux leaders. Dans la descente du VAM, un regroupement général a lieu. Dans le final, elle fait partie du groupe de tête après la dernière ascension du VAM. Elle participe à la victoire de Lorena Wiebes et se classe septième.
Elle court comme équipière lors du Tour de France Femmes 2022, mais termine hors délais lors de la 7e étape. En 2022 et 2023, elle court le Tour d'Italie et soutient sa leader Juliette Labous, qui termine deuxième du classement général en 2023. En 2023, Koch est médaillée de bronze du relais mixte avec l'équipe allemande aux championnats du monde et d'Europe.
En juin 2024, elle devient championne d'Allemagne sur route pour la première fois lors d'un sprint à deux contre la championne en titre Liane Lippert.
Au Tour d'Italie, dans la descente du Castel del Monte sur la dernière étape, , Edwards, Franziska Koch et Le Court de Billot attaquent et ne sont plus reprises. L'échappée se départage au sprint la victoire d'étape et Le Court de Bîllot s'impose, Franziska Koch est troisième.
Elle est médaillée d'argent du relais mixte aux championnats du monde et d'Europe.
Au Simac Ladies Tour, elle fait partie de l'échappée sur la quatrième étape, elle est quatrième mais prend la tête du classement général, le peloton arrivant trente-six secondes après l'échappée. Lotte Kopecky remporte au sprint la dernière étape et prend la première place au général par le biais des bonifications. Franziska Koch est deuxième.

## Palmarès sur route

### Par années
- 2019
  - 4e étape du Boels Ladies Tour
  - 2e de la Volta Limburg Classic
  - 5e du championnat d'Europe sur route espoirs
- 2020
  -  Médaillée d'argent du championnat d'Europe du contre-la-montre espoirs
  - 4e du championnat d'Europe sur route espoirs
- 2021
  - 7e du championnat d'Europe sur route espoirs
  - 7e de Paris-Roubaix
  - 7e du Tour de Drenthe
- 2023
  -  Médaillée de bronze du championnat du monde du contre-la-montre par équipes en relais mixte
  -  Médaillée de bronze du championnat d'Europe du contre-la-montre par équipes en relais mixte
  - 3e de la Antwerp Port Epic Ladies
- 2024
  -  Championne d'Allemagne sur route
  -  Médaillée d'argent du championnat du monde du contre-la-montre par équipes en relais mixte
  -  Médaillée d'argent du championnat d'Europe du contre-la-montre par équipes en relais mixte
  - 2e du Simac Ladies Tour
- 2025
  -  Championne d'Allemagne sur route

### Résultats sur les grands tours

#### Tour d'Italie
3 participations
- 2022 : 82e
- 2023 : 105e
- 2024 : 49e

#### Tour de France
3 participations
- 2022 : hors délais (7e étape)
- 2024 : 50e
- 2025 : 38e

#### Tour d'Espagne
1 participation : 
- 2025 : 32e

### Classements mondiaux
| Année                                 | 2019 | 2020 | 2021 | 2022 | 2023 | 2024 |
| ------------------------------------- | ---- | ---- | ---- | ---- | ---- | ---- |
| Classement UCI                        | 102e | 119e | 81e  | nc   | 151e | 54e  |
| UCI World Tour                        | 79e  | 115e | 55e  | nc   | 168e | 42e  |
|                                       |      |      |      |      |      |      |
| Légende : nc = non classéSource : UCI |      |      |      |      |      |      |